# Distrikt Tamburco
Der Distrikt Tamburco liegt in der Provinz Abancay in der Region Apurímac in Zentral-Peru. Der Distrikt wurde am 31. Dezember 1941 gegründet. Er hat eine Fläche von 54,6 km². Beim Zensus 2017 lebten 11.204 Einwohner im Distrikt. Im Jahr 1993 lag die Einwohnerzahl bei 4970, im Jahr 2007 bei 7353. Die Distriktverwaltung befindet sich in der auf einer Höhe von etwa 2581 m gelegenen Kleinstadt Tamburco mit 9359 Einwohnern (Stand 2017), ein nordöstlicher Vorort der Provinz- und Regionshauptstadt Abancay, 2 km von deren Stadtzentrum entfernt.

## Geographische Lage
Der Distrikt Tamburco liegt im Norden der Provinz Abancay. Der Distrikt liegt im Andenhochland nördlich der Großstadt Abancay. Im äußersten Nordwesten reicht der Distrikt bis zum Gipfel des 5235 m hohen Berg Nevado Ampay.
Der Distrikt Tamburco grenzt im Südosten und im Südwesten an den Distrikt Abancay, im Nordwesten an den Distrikt Huanipaca sowie im Nordosten an die Distrikte San Pedro de Cachora und Curahuasi.